# Didié (Pâ)
Pour les articles homonymes, voir Didié.
Pour l’article ayant un titre homophone, voir Didier.
Didié est un village du département et la commune rurale de Pâ, situé dans la province des Balé et la région de la Boucle du Mouhoun au Burkina Faso.